# Capranica (Latium)

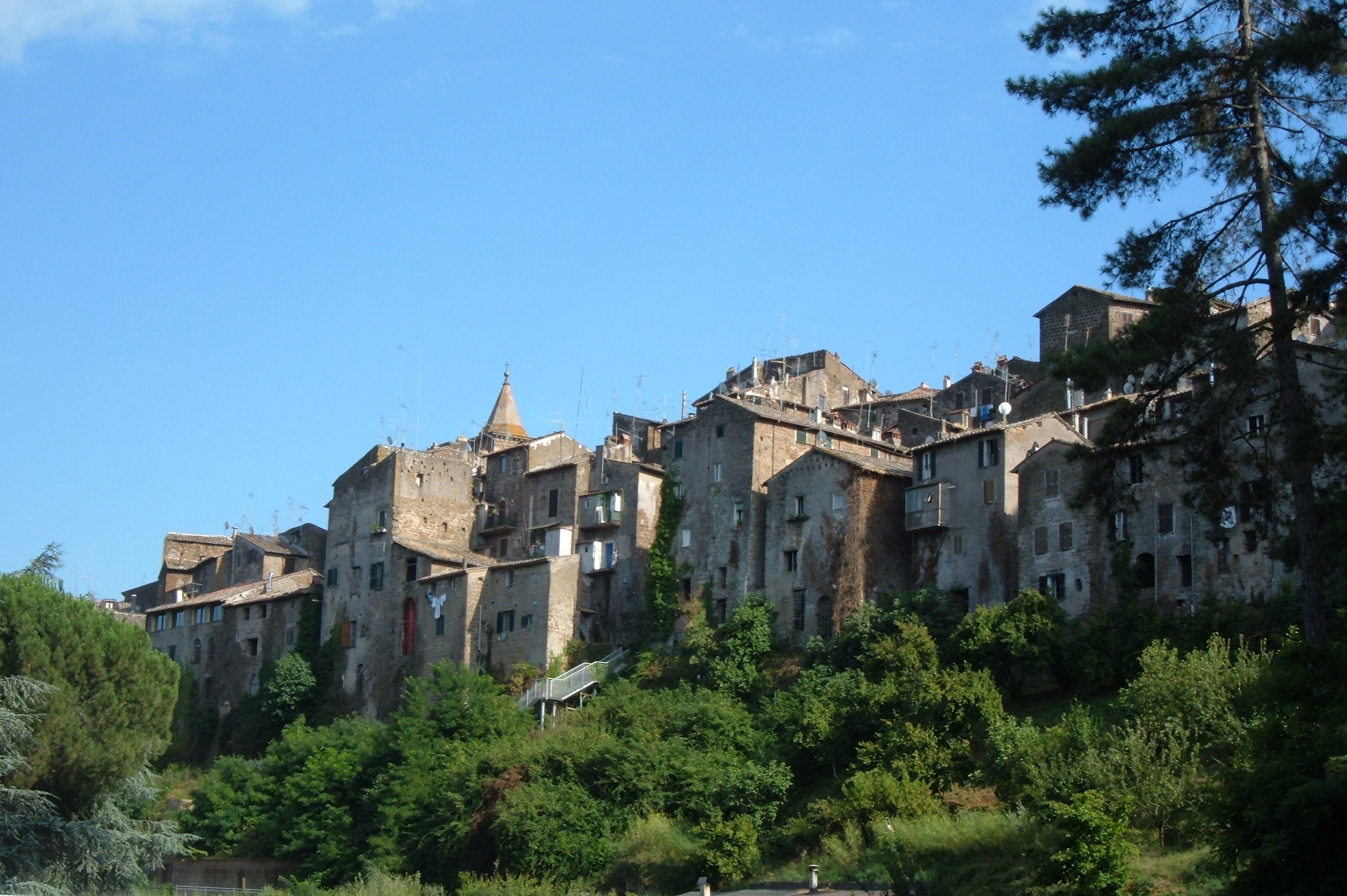
Capranica

Capranica ist eine Gemeinde in der Provinz Viterbo in der italienischen Region Latium mit 6354 Einwohnern (Stand 31. Dezember 2023). Sie liegt 55 km nördlich von Rom und 26 km südlich von Viterbo.

## Geographie
Capranica liegt am Rande der Monti Cimini zwischen dem Braccianosee und dem Vicosee. Es ist Mitglied der Comunità Montana dei Cimini.

## Bevölkerung
| 1871 | 1901 | 1921 | 1951 | 1971 | 1991 | 2001 |
| ---- | ---- | ---- | ---- | ---- | ---- | ---- |
| 2877 | 3335 | 3754 | 4214 | 3787 | 4776 | 5604 |

Quelle: ISTAT

## Politik
Paolo Oroni (PD) wurde im Mai 2007 zum zweiten Mal zum Bürgermeister gewählt. Das Mitte-links-Bündnis stellt auch mit 11 von 16 Sitzen die Mehrheit im Gemeinderat.